# Johann Jakob Rüttimann
Johann Jakob Rüttimann (Regensberg, 17 maart 1813 - Zürich, 10 januari 1876) was een Zwitsers hoogleraar, rechter en liberaal politicus uit het kanton Zürich.

## Biografie

### Jurist
Johann Jakob Rüttimann werd griffier van de districtsrechtbank van zijn geboorteplaats Regensberg in 1831 en bleef dat tot 1834. In dat jaar werd hij onderzoeksrechter en substituut-procureur-generaal. Dit bleef hij tot 1838. Bij de oprichting van het Bondshooggerechtshof van Zwitserland werd hij van 1848 tot 1854 rechter in dit gerechtshof, waarvan hij in 1854 voorzitter werd. Hij zetelde van 1875 tot zijn overlijden in 1876 ook in het hof van cassatie van Zürich.
Rüttimann onderwees Zürichs privaatrecht en federaal publiekrecht aan de Universiteit van Zürich, eerst als docent (1844-1854) en later als gewoon hoogleraar (1854-1872). Daarenboven was hij gewoon hoogleraar publiekrecht en administratief recht aan de Federale Polytechnische Hogeschool van Zürich van 1857 tot zijn overlijden in 1876. Als jurist publiceerde hij geregeld juridische artikels.

### Politicus

#### Kantonnaal niveau
In 1844 werd hij lid van de Kantonsraad van Zürich namens de liberalen, wat hij zou blijven tot 1872. In deze periode was hij vier keer voorzitter van dit kantonnaal parlement. Hij was ook lid van de Regeringsraad van Zürich, de kantonnale regering, waarin hij zetelde tussen 1844 en 1856. Vanaf 1850 was hij bevoegd voor Justitie.

#### Federaal niveau
Hij was ook lid van de Tagsatzung tussen 1845 en 1847. In deze periode toonde hij zich een voorstander van een tweekamerstelsel naar Amerikaans voorbeeld. Hij zou dan ook in de voorbereidingen van een nieuwe grondwet meewerken aan de oprichting van de Bondsvergadering, bestaande uit een Nationale Raad en Kantonsraad.
Na de invoering van de Zwitserse Grondwet in 1848 werd hij lid van de federale Kantonsraad. Hij zetelde er een eerste maal van 6 november 1848 tot 3 december 1854 en een tweede maal 13 januari 1862 tot 1 juni 1869. Hij was tevens tweemaal voorzitter van deze vergadering, een eerste maal van 1 juli tot 21 december 1850 en een tweede maal van 3 juli 1865 tot 24 februari 1866. In het parlement was Rüttimann een van de opstellers van de zogenaamde "Maulkrattengesetz" ("muilkorfwet"), gericht tegen de socialist Johann Jakob Treichler. Hij ondersteunde ook de aanleg van de Zürich-Bodenseebahn in 1853 en de oprichting van Credit Suisse in 1856, waar hij vicevoorzitter van de raad van bestuur was vanaf de oprichting in 1856 tot zijn overlijden in 1876. Verder werkte hij mee aan de eerste federale wetten op de strafrechtspleging (1849), de burgerlijke rechtspleging (1850), de militaire justitie (1851) en het strafrecht (1853).

## Trivia
- Rüttimann was nauw bevriend met de politieke kopstukken Alfred Escher en Jonas Furrer.
- In het Zwitserse leger had hij de graad van kolonel.

## Onderscheidingen
- Doctor honoris causa aan de Universiteit van Zürich (1852)